# Cá voi
Cá voi là tên gọi chung cho nhiều loài động vật dưới nước trong phân thứ bộ Cá voi (Cetacea). Thuật ngữ cá voi đôi khi ám chỉ mọi loài trong bộ Cá voi, nhưng không bao gồm các loài cá heo và cá heo chuột, chúng thuộc về tiểu bộ Odontoceti (cá voi có răng). Phân bộ này cũng bao gồm cá nhà táng, cá hổ kình, cá voi hoa tiêu, và cá voi trắng. Tiểu bộ cá voi khác bao gồm Mysticeti. Tiểu bộ này cũng bao gồm cá voi xanh, cá voi lưng gù, cá voi đầu cong và cá voi mũi nhọn. Nhiều loài cá voi hay còn gọi là cá voi được nhiều ngư dân đi biển yêu quý và tôn thờ, trở thành tục thờ cá ông (gọi là Nhân ngư hay đức ngư), nhưng cũng có một số cá thể huyền thoại bị xem là hung ác. Việc săn bắt cá voi cũng là nguy cơ dẫn đến sự tuyệt chủng của các loài cá voi.